# Cushman & Wakefield
 (mars 2019).
Cushman & Wakefield est né en 1998 de la fusion entre la société internationale de conseil en immobilier d’entreprise Cushman & Wakefield (New York) et la société européenne spécialisée en immobilier Healey & Baker (Londres). Son siège est situé à Chicago.
Cushman & Wakefield figure au top 3 des leaders mondiaux des services spécialisés en immobilier d’entreprise avec 51 000 collaborateurs et 400 bureaux dans 70 pays. Cushman & Wakefield a réalisé en 2018 un chiffre d’affaires de 8,2 milliards de dollars via ses principales lignes de métiers :
·      Project & Development services (aménagement - réaménagement de sites / assistance à la maîtrise d’ouvrage / workplace strategy)
·      Tenant representation (Audit d’implantation et aide à la décision / recherche d’implantation, de consolidation, d’optimisation / management de la transaction / conduite de projet) 
·      Valuation & Advisory (évaluations à des fins réglementaires et/ou transactionnelles pour tous types d’actifs et de portefeuilles, nationaux et internationaux) 
·      Capital markets (stratégies d’investissement / conseil à la vente et à l’acquisition / financement et recherche d’investisseurs / cession de titres de créance)
·      Agency leasing  / Bureaux & Locaux industriels et logistique (stratégie de positionnement locatif, stratégie commerciale et marketing / assistance à la transaction )
·      Retail services (accompagnement des enseignes nationales et internationales dans leur stratégie de développement / identification des meilleures opportunités sur le territoire français) 
·      Asset services (gestion et valorisation d’actifs, de l’acquisition du bien jusqu’à sa cession / gestion locative et administrative / gestion technique et HSE / animation de la commercialisation)
·      Investment & Asset managament / DTZ Investors (investissements directs et indirects / stratégie à valeur ajoutée, opportunistes, core-core+ / refinancement et restructuration de dettes)
·      Global occupier services (stratégie et organisation / valorisation d’actifs / account management / gestion de portefeuille
·      Facility services / C&W Services (gestion technique des bâtiments et des installations / travaux et maintenance / gestion multiservices) 

## Histoire
Alors que les origines de Cushman et Wakefield à New York remontent à 1911, celles de Healey & Baker' commencent en 1820, lorsque George Healey crée sa société et loue des immeubles dans l'est et le nord de Regent's Park, au moment de la construction de Regent's Street.
Au cours des années qui suivent, la société développe largement ses activités à Londres, en particulier dans le quartier de Bayswater Road, grâce à Alfred, le fils de George, qui s'associe à la société en 1860, et ce jusqu'à son décès en 1915. En 1910, George Henry Baker intègre la société et vers 1920, devient associé. Dès lors, la société est connue sous le nom de Healey & Baker et se consacre plus spécialement à l'immobilier commercial.
Dans les années 1970, la société envisage de s'implanter dans le reste de l'Europe. En 1972, elle ouvre un bureau à Paris et, vers la fin de la décennie, elle est implantée à Bruxelles, à Amsterdam, dans la City de Londres et à Glasgow. Le développement se poursuit dans les années 1980 et 1990.
Les deux sociétés fusionnent en 1998 sous le nom de Cushman & Wakefield Healey et Baker, la société devient l'un des plus importants conseils en immobilier au monde. Le 25 mars 2002, Healey & Baker change de dénomination pour devenir Cushman & Wakefield Healey & Baker, reflétant ainsi la dimension internationale de ses services. Le développement en Europe se poursuit avec l'arrivée dans la société, en 2004 et 2005, de bureaux en Grèce et en Russie.
Le 13 mars 2006, Cushman & Wakefield Healey et Baker devient Cushman & Wakefield dans la zone EMEA, alignant ainsi sa marque avec celle des autres régions à travers le monde.
En 2015, la fusion de Cushman & Wakefield et DTZ, société de conseil international en immobilier d’entreprise historiquement réputé, dont les origines remontent à 1784 et dont les fondateurs sont européens, hisse le groupe dans le top 3 des sociétés de services en immobilier d’entreprise.
Le 02 août 2018, Cushman & Wakefield entre en bourse. Les actions sont inscrites à la bourse de New York et négociées sous le symbole "CWK".
En 2019, la société a mis en place une nouvelle équipe consultative sur le sport et le divertissement visant à aider les franchises professionnelles, les collèges et même les municipalités à concevoir, construire, financer et gérer des salles de sport et de divertissement.

## Chronologie
Cushman & Wakefield
- 1820 - Healey & Baker, Cushman & Wakefield’s future European operation, est fondé à Londres - UK
- 1917 - Cushman & Wakefield incorporated à New York
- 1969 - Le conglomérat de presse RCA Corp. acquiert Cushman & Wakefield
- 1976 - RCA Corp. vend ses parts au groupe Rockefeller
- 1989 - Mitsubishi Estate Co. Ltd, l’une des plus importantes société spécialiste de l’immobilier d’entreprise, devient actionnaire majoritaire du groupe Rockefeller
- 1990 - Présence en Europe établie via Healey & Baker
- 1994 - Partnerships mondiaux etablis avec les plus importantes sociétés d’immobilier d’entreprise en Amériques, Europe et Asie
- 1998 - Cushman & Wakefield fusionne avec Healey & Baker
- 2005 - Cushman & Wakefield acquiert les sociétés Russia Stiles & Riabokobylko, Canada’s Royal LePage and Semco Johnson Controls
- 2007 - IFIL (connu sous le nom d’EXOR) acquiert la majorité des parts de Cushman & Wakefield
- 2015 - Le consortium TPG acquiert Cushman & Wakefield qui fusionne avec DTZ

DTZ 
- 1784 - Création à Birmingham (Royaume-Uni) de Cheshire Gibson, premier fondateur de DTZ
- 1922 - Création à Paris par les frères Thouard d’une société de conseil en immobilier d’entreprise
- 1955 - Prise d’indépendance de la société Jean Thouard qui étend son réseau en régions
- 1987 - Cotation de Debenham Tewson & Chinocks à la bourse de Londres
- 1993 - Naissance de la marque DTZ par le rapprochement des sociétés Debenham Tewson & Chinocks (UK), Jean Thouard (France) et Zadelhoff (Pays-Bas)
- 1999 - Conquête de l’Asie - DTZ tisse un partenariat avec CY Leung & Co et Edmund Tie & Co, la holding est rebaptisée DTZ Holdings plc
- 2004 / 2008 - Expansion du réseau DTZ en Europe, en Afrique et au Moyen-Orient, par acquisitions ou alliances stratégiques
- 2011 - Acquisition de DTZ par le groupe australien UGL, et consolidation des services immobiliers. DTZ entre dans le Top 5 mondial.
- 2014 - Rachat par le consortium d’investissement privé constitué notamment de TPG, PAG Asia Capital
- 2015 - Acquisition de l’américain Cassidy Turley - leader sur le marché de l’immobilier d’entreprise - et fusion des activités des deux entités sous le label unique DTZ
- 2015 - DTZ fusionne avec Cushman & Wakefield